# 葛飾にバッタを見た
『葛飾にバッタを見た』（かつしかにばったをみた）は、フォークソング歌手のなぎら健壱（当時はなぎらけんいち）が、1974年8月10日にエレックレコードより発売したシングル。

## 解説
なぎらの代表的歌唱スタイルであったトーキング・スタイルの曲。初期はメロディがあったが、「悲惨な戦い」同様、時を経るごとに歌詞・内容が変わり、トーキングとなる。
ある日友人と再会する。友人は出世して青山の高級マンション住まい。自分は柴又の安アパート暮らしで車はなく、スーパーカブに乗っている事を言い出せずにいた。また、力士のまわしが取れる歌(悲惨な戦い)を作っているとも言えず泉谷しげるが作っていると言う事にした等下町暮らしや自分の仕事を恥ずかしがるが、最終的にあいつ住む街にはバッタ一匹いないだろうと下町に住む素朴さを誇らかに描いたが、現在は「当時とは生活・心境が異なる」という理由で殆ど歌うことがない。しかし、2000年の30執念（周年）コンサートでは、状況が一転する［葛飾にバッタを見た・2000］が歌われた。

## 収録曲
作詞・作曲：なぎらけんいち
1. 葛飾にバッタを見た（実況録音盤）-　5:59
2. また淋しくなるね　-　3:22

## 収録アルバム
- 葛飾にバッタを見た（1973年）-「葛飾にバッタを見た（スタジオレコーディング版）」収録。
- なぎらけんいち　永遠の絆　ライヴ・アット・日本青年館（1976年）-「葛飾にバッタを見た」収録。
- 万年床（1992年）-「葛飾にバッタを見た」収録。
- 夜風に乾杯（2012年）-「葛飾にバッタを見た2000（ライブバージョン）」収録。
- エレック・アンソロジー2〜Singles & Rare（1999年）「葛飾にバッタを見た（シングル・バージョン）」
- エレックレコードシングルボックス（2007年）-「葛飾にバッタを見た」「また淋しくなるね」ともに、シングル・バージョンを収録。